# El albero
El albero es el programa radiofónico de la emisora española COPE en forma de podcast dedicado a la información taurina. Lo presenta Sixto Naranjo. 
El nombre hace referencia a la tierra amarillenta con la que se cubre el ruedo de las plazas de toros, dicha tierra se llama albero.

## Temática
Es un espacio taurino a modo de repaso informativo semanal. Consta de tertulias, entrevistas con los personajes de actualidad y crónicas de los eventos taurinos más destacados de la jornada.

## Historia
Anteriormente dirigía el programa Pedro Javier Cáceres hasta diciembre de 2006, pasando a dirigirlo y presentarlo desde enero de 2007 Rafael Cabrera Bonet, con Sixto Naranjo y Pilar Abad en la redacción. El programa se emitía de 1:00 a 4:00 en la madrugada del domingo al lunes. 
Ofrecía un resumen semanal de la actualidad taurina, siguiendo a los diestros españoles tanto en España como en América. Una hora del programa se dedicaba al seguimiento de jóvenes promesas, novilleros, reportajes y entrevistas a ganaderos.
Solía ofrecer una parte del programa dedicado a la historia de la llamada Fiesta Nacional.
Ampliaba su horario a sábados y domingos y en una hora y media hora respectivamente, cuando se celebran ferias importantes (sobre todo en verano, temporada alta) dando cuenta de ellas en otros programas de la cadena Cope y en los informativos continuando con un espacio nocturno resumiendo lo sucedido ese día. Se emitió en antena hasta diciembre de 2010.

## El programa en la actualidad
Desde octubre de 2011, El Albero se emite semanalmente a través de la página web de la Cadena COPE, cope.es así como en las plataformas de podcast: iTunes e iVoox. El espacio está dirigido y presentado por el periodista Sixto Naranjo y cuenta en la producción y redacción con Pilar Abad. La duración es de una hora y en él se abordan los temas de la actualidad taurina, entrevistas con los protagonistas de la Fiesta y se abre un tiempo de análisis para repasar la actualidad del mundo de los toros.